# گیل‌دخت
گیل‌دخت مجموعه تلویزیونی ایرانی در ژانرِ درامِ تاریخی به کارگردانی مجید اسماعیلی، تهیه‌کنندگی محمدرضا شفیعی و نویسندگی مجید آسودگان است که در سکوت خبری از ابتدای سال ۱۳۹۸ تا آبان ۱۴۰۰ در گیلان و تهران تصویربرداری شد. این سریال در ۶۰ قسمت تولید شده‌است. گیل‌دخت از ۱۹ آبان ۱۴۰۱ در شبکه یک و شبکه آی‌فیلم پخش می‌شد و تا ۱۲ خرداد سال ۱۴۰۲ روی آنتن بود. این مجموعه در مرکز فیلم و سریال معاونت بُرون‌مرزی سازمان صدا و سیما تولید شده‌است.

## بازیگران
| نام               | نقش                  | توضیحات                                                 |
| ----------------- | -------------------- | ------------------------------------------------------- |
| سعید راد          | میرزا رضا            | سرآشپز مطبخ، پدر واقعی آصف میرزا                        |
| محمود پاک‌نیت      | تقی‌خان               | پدر گلنار، همسر احترام‌السادات، معشوقه سابق طاووس الملوک |
| میترا رفیع        | گلنار                | نقش اصلی، دختر تقی‌خان‌ و احترام‌السادات، معشوقه‌ اسماعیل   |
| سعید چنگیزیان     | آصف میرزا            | خواهرزاده‌ طاووس‌الملوک ‌و مظفرالدین‌شاه، پسر میرزا رضا     |
| رامتین خداپناهی   | صفی‌الدوله            | مشاور آصف‌میرزا/آخرین بازمانده سلسله زندیه               |
| شقایق فراهانی     | مهربان‌ بانو          | سرخدمتکار عمارت                                         |
| ثریا قاسمی        | خانم گل              | دایه ‌تقی‌خان ‌و گلنار                                     |
| پریوش نظریه       | طاووس‌الملوک          | عمه آصف‌میرزا، خواهر مظفرالدین‌شاه، معشوقه سابق تقی خان   |
| فریبا متخصص       | احترام‌السادات        | مادر گلنار، همسر تقی‌خان                                 |
| رؤیا جاویدنیا     | شوکت‌السلطنه          | مادرخوانده آصف میرزا                                    |
| حمید ابراهیمی     | عباس‌قلی              | سر تفنگ‌چی                                               |
| محمد فیلی         | حکیم الممالک         | پزشک مخصوص ناصرالدین‌شاه                                 |
| نفیسه روشن        | آمنه                 | ندیمه                                                   |
| حبیب دهقان‌نسب     | زین‌العابدین          | متولی امام‌زاده                                          |
| فخرالدین صدیق‌شریف | کدخدا                |                                                         |
| رضا اکبرپور       | اسماعیل              | معشوقه‌ گلنار، میرشکار                                   |
| یاسمن معاوی       | فیروزه               | دوست صمیمی گلنار، معشوق ایرج                            |
| صالح میرزاآقایی   | شازده مفخم           | دشمن خونین آصف میرزا                                    |
| مجید سعیدی        | امیرنظام             |                                                         |
| زیبا بنماران      | نرگس                 | همسر قاسم ‌خان                                           |
| فریده دریامج      | بی‌بی لایقه           |                                                         |
| امین میری         | زهرمار خان           | دشمن تقی‌خان                                             |
| یوسف صفری بختیاری | چاوش                 | تفنگ‌چی، معشوقه‌ صفورا                                    |
| بهزاد محسنی       | سلیمان               |                                                         |
| مرتضی نجفی        | قاسم‌ خان (قاسم خشتی) | یکی از خوانین آبادی                                     |
| بیتا معیریان      | صفورا                | ندیمه، معشوقه ‌چاوش                                      |
| سارا والیانی      | آسیه                 | آشپز مطبخ، همسر مصیب                                    |
| پویا حاجی‌رضا      | احتشام               | تفنگ‌چی، عاشق گلنار                                      |
| محمد رنجبر        | رنجبر                | تفنگ‌چی                                                  |
| سعید بابایی       | صفدر                 | تفنگ‌چی                                                  |
| احمد داوودی       | نصیر                 | دربان عمارت                                             |
| حسین میرزائیان    | هوشیار               |                                                         |
| مهدی مهاجری       | حسن                  |                                                         |
| رضا نصرت‌پور       | مسلم                 | یکی از یاران اسماعیل                                    |
| برنا اعتمادزاده   | باقر                 | یکی از یاران اسماعیل                                    |
| صبا گرگین‌پور      | ایرج                 | ذغال فروش، عاشق فیروزه                                  |
| محمدصادق ملک      | یعقوب                | رابط بین مقامات پنهان با صفی‌الدوله                      |
| سعیده جمشیدی      | ملیحه                | ندیمه سابق عمارت، دشمن گلنار                            |
| محبوبه صادقی      | لیلی                 | ندیمه عمارت                                             |
| فرزانه وهاب       | گوهر                 | ندیمه عمارت                                             |
| زهرا میری         | انسیه                | ندیمه سابق عمارت                                        |
| علی عطایی حور     | مصیب                 | آشپز مطبخ، همسر آسیه                                    |
| یاسمین خلخالی     | دلیله                | ندیمه عمارت                                             |
| هدی خنجری         | بشرا                 | ندیمه عمارت، خواهر صفورا                                |
| علی گلشنی         | رحمت                 |                                                         |
| پریا انوری        | عشرت                 |                                                         |
| ندا اکبرپور       | ربابه                |                                                         |
| مانی آخشی         | اکبر                 | پیشخدمت عمارت                                           |
| علی ضابطی         | سید میرزا            | ارباب                                                   |

## عوامل
| نام                        | سمت                  |
| -------------------------- | -------------------- |
| مجید اسماعیلی              | کارگردان             |
| محمدرضا شفیعی              | تهیه‌کننده            |
| مجید آسودگان               | نویسنده              |
| پیمان عباس‌زاده             | مدیر فیلمبرداری      |
| خشایار موحدیان، الهه ایزدی | تدوین                |
| مسعود سخاوت‌دوست            | آهنگسار              |
| علی عدالت‌دوست              | صدابردار             |
| عباس حاج‌درویش              | طراح صحنه            |
| سمیرا شجاعی                | طراح لباس            |
| کامران خلج                 | طراح گریم            |
| سعید کنگاور نظری           | مدیر تولید           |
| امیر سلیم‌خانی              | دستیار یک کارگردان   |
| محمد رنجبر                 | دستیار دوم کارگردان  |
| مهین شهبازی                | منشی صحنه            |
| علی جودی، حمید همتی        | مدیر برنامه‌ریزی      |
| بیتا آصفی                  | برنامه‌ریز            |
| سجاد سبحانی                | فیلمبردار            |
| وحید زارعمند، ایمان رجبی   | دستیار طراح صحنه     |
| حمیده باقرپور              | فیلمبردار پشت صحنه   |
| علی حصاری                  | مدیر تدارکات         |
| علی سجادی                  | طراح جلوه‌های بصری    |
| فائزه نظیری                | اصلاح رنگ و نور      |
| ایمان کرمیان               | طراح جلوه‌های میدانی  |
| محمدرضا جنگی               | طراح بدلکاری         |
| امین شریفی، علی پزشکی      | صداگذاری و ترکیب صدا |